# 市山尚三
市山 尚三（いちやま しょうぞう、1963年 - ）は、日本の映画プロデューサー。「市川 尚三」と表記されることもある。侯孝賢や賈樟柯といった監督たちの作品を手がけた。

## 経歴
1963年、山口県新南陽市（現：周南市）生まれ。山口県立徳山高等学校を経て、東京大学経済学部を卒業。1987年、松竹に入社。1998年、松竹を退社し、ティー・マークに入社。2000年、東京フィルメックスを立ち上げる。2008年、賈樟柯監督の『四川のうた』を製作する。2021年４月より、東京国際映画祭のプログラミング・ディレクター。2024年から東京藝術大学大学院映像研究科映画専攻プロデュース領域教授。
2019年、第37回川喜多賞を受賞した。

## フィルモグラフィー
- その男、凶暴につき（1989年）
- ラッフルズホテル（1989年）
- バトルヒーター（1989年）
- 無能の人（1991年）
- 好男好女（1995年）
- 憂鬱な楽園（1996年）
- フラワーズ・オブ・シャンハイ（1998年）
- プラットホーム（2000年）
- 少年と砂漠のカフェ（2001年）
- 青の稲妻（2002年）
- 世界（2004年）
- BIG RIVER（2005年）
- 四川のうた（2008年）
- 桜並木の満開の下に（2012年）
- 罪の手ざわり（2013年）
- オルジャスの白い馬（2019年）
- 不思議の国のシドニ（2023年）
- スピリット・ワールド（2024年）
- 黒の牛（2024年）

## 書籍
- ハミッド・ダバシ『闇からの光芒 マフマルバフ、半生を語る』（2004年、作品社） - 訳書